# Ted Danson
Ted Danson (născut Edward Bridge Danson III; n. 29 decembrie 1947, San Diego, California, SUA) este un actor american cunoscut pentru rolul din serialul de comedie Cheers. De asemenea, este cunoscut și pentru rolul din serialul Becker, unde juca rolul unui doctor puțin cam țâfnos care se plângea mereu de câte ceva. Cea mai cunoscută apariție din ultimul deceniu este în serialul CSI: Crime și Investigații, jucând rolul principal al personajului D.B. Russell, noul șef al Laboratorului de Criminalistică din Las Vegas, după plecarea lui Dr. Raymond Langston, după sezonul 11. 

## Filmografie

### Film
| An   | Titlu                                | Rol                     | Note                |
| ---- | ------------------------------------ | ----------------------- | ------------------- |
| 1979 | The Onion Field                      | Det. Ian James Campbell |                     |
| 1981 | Body Heat                            | Peter Lowenstein        |                     |
| 1982 | Creepshow                            | Harry Wentworth         |                     |
| 1985 | Little Treasure                      | Eugene Wilson           |                     |
| 1986 | Just Between Friends                 | Chip Davis              |                     |
| 1986 | How can I tell if I'm really in love | rolul său               |                     |
| 1986 | A Fine Mess                          | Spence Holden           |                     |
| 1987 | Three Men and a Baby                 | Jack Holden             |                     |
| 1988 | She's Having a Baby                  | rolul său               | Cameo, nemenționat  |
| 1989 | Cousins                              | Larry Kozinski          |                     |
| 1989 | Dad                                  | John Tremont            |                     |
| 1990 | Three Men and a Little Lady          | Jack Holden             |                     |
| 1993 | Made in America                      | Hal Jackson             |                     |
| 1994 | Getting Even with Dad                | Raymond Gleason         |                     |
| 1994 | Pontiac Moon                         | Washington Bellamy      |                     |
| 1996 | Loch Ness                            | John Dempsey            |                     |
| 1998 | Jerry and Tom                        | Guy                     |                     |
| 1998 | Homegrown                            | Gianni Saletzzo         |                     |
| 1998 | Saving Private Ryan                  | Capt. Fred Hamill       |                     |
| 1999 | Mumford                              | Jeremy Brockett         |                     |
| 2004 | Fronterz                             | N/A                     |                     |
| 2007 | Nobel Son                            | Harvey Parrish          |                     |
| 2007 | The Amateurs                         | Moose                   |                     |
| 2008 | Mad Money                            | Don Cardigan            |                     |
| 2008 | The Human Contract                   | E.J. Winters            |                     |
| 2009 | The Open Road                        | Coach                   |                     |
| 2011 | Jock the Hero Dog                    | Pezulu                  | rol de voce         |
| 2012 | Big Miracle                          | J.W. McGrath            |                     |
| 2012 | Ted                                  | Himself                 | nemenționat         |
| 2014 | The One I Love                       | Therapist               |                     |
| 2018 | Hearts Beat Loud                     | Dave                    |                     |
| 2020 | Best Summer Ever                     | N/A                     | producător executiv |